# Город ангела
«Город ангела» (англ. Angel Town) — американский кинофильм, боевик. В России распространялся как видео под названием «Город ангелов», в связи с чем его иногда путают со снятой позднее мелодрамой «Город ангелов».

## Сюжет
В Лос-Анджелес (то есть «Город Ангела» — отсюда название фильма) для учебы по обмену приезжает французский студент Жак (Оливье Грюнер). Из-за отсутствия у него денег ,он снимает комнату в доме матери-одиночки, живущей с сыном Мартином в латиноамериканском гетто. Жак быстро заводит дружбу с ними и соседями, но также обнаруживает, что местная банда «латиносов» давно уже доставляет проблемы семье Мартина, зовя того в банду, или же просто преследуя и избивая за то, что он пытается жить по-честному, помогая семье. Жак поначалу не обращает на это внимания, но поняв, что Мартин не в состоянии дать отпор бандитам, начинает помогать ему разбираться с ними, применяя свои знания кикбоксинга и приводя Мартина на занятия боевыми искусствами к своему старому другу. Апофеозом этих «разборок» становится изнасилование бандитами матери Мартина, после которого она попадает в больницу. Мартин узнает, что бандиты не остановятся на этом и собираются сжечь его дом. Он встает на своем крыльце с заряженной двустволкой, не подпуская бандитов к дому, позже к нему присоединяется его сосед, ветеран Вьетнама, на инвалидной коляске и со старой штурмовой винтовкой. Когда становится ясно, что силы не равны и бандиты начинают забрасывать дом динамитными шашками, появляются Жак и его друг — тренер по кикбоксингу. При поддержке вооруженного соседа Мартина, они втроем избивают бандитов, после чего Мартин убивает их лидера в поединке.

## В ролях
- Оливье Грюнер — Джекуэс
- Питер Куонг — Генри
- Тереза Салдана — Мария
- Фрэнк Эрагон — Мартин
- Грегори Крус — Стонер